# Brampton Warriors
Brampton Warriors byl kanadský juniorský klub ledního hokeje, který sídlil v Bramptonu v provincii Ontario. V letech 1961–1963 působil v juniorské soutěži Ontario Hockey Association (později Ontario Hockey League). Své domácí zápasy odehrával v hale Brampton Memorial Arena. Klubové barvy byly kaštanově hnědá, žlutá a bílá.
Nejznámější hráči, kteří prošli týmem, byli např.: Ken Broderick, Andy Brown, Lyle Carter nebo Frank Pietrangelo.

## Historické názvy
Zdroj: 
- 1940 – Brampton Regents
- 1957 – Brampton 7Ups
- 1966 – Brampton Rockets
- 1970 – Brampton PCJ's
- 1971 – Brampton Vic Woods
- 1975 – Brampton Logan Chevys
- 1980 – Brampton Warriors

## Přehled ligové účasti
Zdroj: 
- 1951–1952: Ontario Hockey Association Junior B
- 1952–1961: Metro Jr. B Hockey League
- 1961–1963: Ontario Hockey Association (Divize Metro Junior A)
- 1963–1971: Metro Jr. B Hockey League
- 1973–1982: Central Ontario Junior B Hockey League